# Марта Вашингтон
Вижте пояснителната страница за други личности с името Вашингтон.
Марта Дендридж Къстис Вашингтон (на английски: Martha Dandridge Custis Washington) е съпруга на първия президент на САЩ - Джордж Вашингтон.
Тя е най-голямото от 8 деца – 3 момчета и 5 момичета. Родителите ѝ притежават плантация, където тя е родена. Тя също така има незаконна сестра и брат. Незаконната ѝ сестра е робиня, четвърт чернокожа, четвърт чероки (индианка) и половин бяла.
На 18 години сключва брак с богат плантатор, който е по-възрастен от нея с 20 години. Тя има 4 деца от него, но само две остават живи. На 26-годишна възраст тя остава вдовица с голямо наследство. На 27 се жени за Джордж Вашингтон. Двамата нямат деца, но отглеждат заедно децата на Марта и нейните внуци. Умира 2 години след съпруга си, през 1802 година.